# Lytta viridana
Lytta viridana är en skalbaggsart som beskrevs av Leconte 1866. Lytta viridana ingår i släktet Lytta och familjen oljebaggar. Inga underarter finns listade i Catalogue of Life.